# Fazy Lavesa

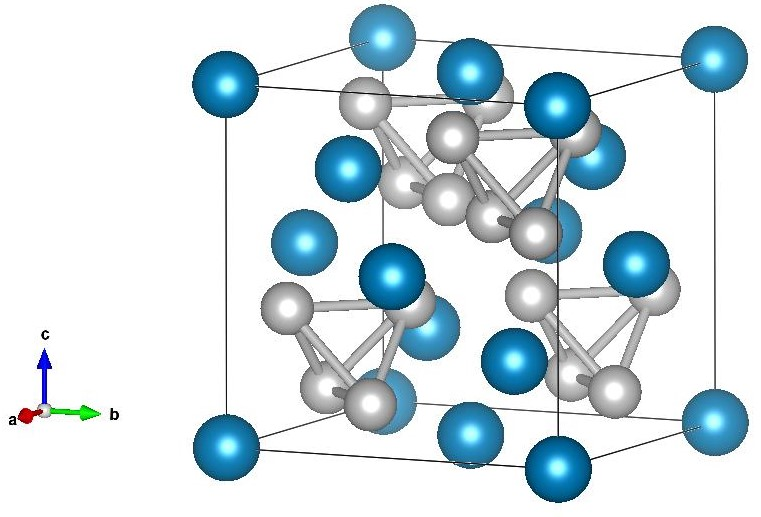
Komórka elementarna fazy Lavesa typu C15. Atomy A zaznaczono na niebiesko.

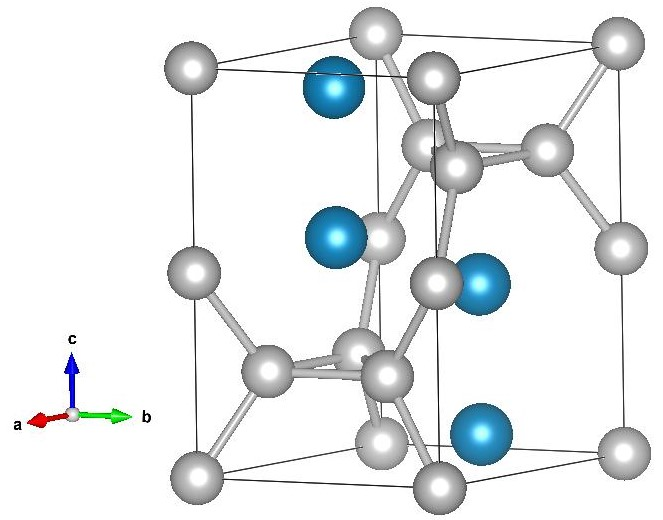
Komórka elementarna fazy Lavesa typu C14. Atomy A zaznaczono na niebiesko.

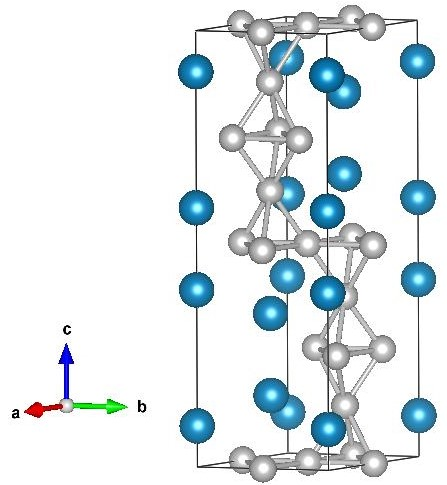
Komórka elementarna fazy Lavesa typu C36. Atomy A zaznaczono na niebiesko.

Fazy Lavesa (stopy Lavesa) – grupa związków międzymetalicznych o ogólnym wzorze AB2. Nazwa materiałów pochodzi od nazwiska niemieckiego krystalografa i mineraloga Fritza Lavesa (1906–1978). Można wyróżnić trzy grupy faz Lavesa:
- regularna faza Lavesa C15, np. MgCu2, (grupa przestrzenna Fd3m, nr 227),
- heksagonalna faza Lavesa C14, np. MgZn2, (grupa przestrzenna P63/mmc, nr 194),
- heksagonalna faza Lavesa C36, np. MgNi2, (grupa przestrzenna P63/mmc, nr 194).

Wszystkie trzy struktury łączy sposób rozmieszczenia atomów A w przestrzeni. Można przyjąć, że w każdym wypadku atomy A tworzą stos heksagonalnych płaszczyzn przesuniętych względem siebie. W strukturze C14 sekwencja tych płaszczyzn wygląda następująco: XYXY, w strukturze C15: XYZXYZ, w strukturze C36: XYXZXY. Około 60% związków AB2 krystalizuje w strukturze C15, ~35% w C14, a ~3% w C36.
Idealny stosunek promieni atomowych pierwiastków A i B, rA/ rB, fazy Lavesa wynosi 1,225, czyli atom A jest większy o 22,5% od atomu B. W rzeczywistości wartość stosunku promieni waha się od 1,05 do 1,68.
Struktury C14 i C36 mają tę samą grupę przestrzenną (P63/mmc, nr 194). Różnia między tymi strukturami wynika z innego ułożenia atomów A i B w przestrzeni. W strukturze C14 atomy A (np. Mg) zajmują tylko jedną pozycję 4f, a atomy B (np. Zn) znajdują się na dwóch pozycjach 6h i 2a. Natomias w strukturze C36 atomy A (np. Mg) rozmieszczone są na dwóch pozycjach 4f i 3e, a atomy B (np. Zn) na trzech pozycjach 4f, 6h, i 6g.

## Właściwości fizyczne
Cechą wspólną wszystkich faz Lavesa jest ich struktura krystaliczna. W zależności od składu chemicznego i rodzaju fazy, można obserwować takie zjawiska i efekty jak:
- wysoka absorpcja wodoru, np. na bazie cyrkonu ZrT2 (gdzie T - atom metalu) lub na bazie ziem rzadkich RT2, atomy wodoru (lub innego pierwiastka o małym promieniu) mogą lokować się w lukach międzywęzłowych[3],
- ferromagnetyzm (np. GdCo2, TbFe2[4]),
- antyferromagnetyzm (np. TbMn2[4]),
- nadprzewodnictwo (np. CeRh2[5], ZrZn2[6]),
- duży efekt magnetokaloryczny, głównie w niskich temperaturach T < 200 K (np. ErCo2[7]),

Fazy Lavesa jako dodatek do stali zmniejsza jej twardość i plastyczność.

## Przykłady faz Lavesa
Do faz Lavesa zalicza się ponad 1000 różnych związków, np.:
- ScCo2, ZrCo2, HfCo2, YCo2, LuCo2, UCo2
- LaRu2, CeRu2
- YAl2, CaAl2, LaAl2, LuAl2,
- CeNi2
- MgZn2
- CaMg2
- MgCu2
- LaPt2